# Carl Söderberg
Carl Johan Söderberg (Malmö, 12 ottobre 1985) è un hockeista su ghiaccio svedese.

## Palmarès

### Mondiali
- 1 medaglia:
  - 1 oro (Germania/Francia 2017)